# Coventry Castle
Coventry Castle var en motte and baileyfæstning i byen Coventry i Warwickshire i England. Den blev revet ned i 1100-tallet, og St Mary's Guildhall blev bygget der.

## Historie

### Opførelse
Borgen blev bygget i begyndelsen af 1100-tallet af Ranulf de Gernon, 4. jarl af Chester. Den omtales under Anarkiet, hvor Robert Marmion, der støttede kong Stefan, bortviste munkene fra det tilstødende Saint Marys munkekloster og omdannede det til en fæstning, hvofra han førte krig mod jarlen. Marmion omkom under slaget.
I 1147 trak kongens loyale tropper sig tilbage til forsvar under Ranulf de Gernon, mens han prøvede at generopre borgen, efter den var blevet overdraget til kong Stefan. Det skete, fordi han under sit fangeskab i 1146 var blevet tvunget til at overdrage slottet til kongen. Efter belejringen var afsluttet ødelagde kong Stefan borgen, men den var sandsynligvis repareret og blev beskrevet som en brugbar fæstning i 1182.

### Tudorperioden
I november 1569 blev Maria Stuart tilbageholdt i Caesar's Tower, hvor St. Mary's Guildhall var bygget oven på. Rummet, hvor hun sad fanget, er omdiskuteret. Et rum, der kaldes "Mary Queen of Scots", blev antaget at have været fængslet pga. dets celle-lignende udseende, men det er mere sandsynligt, at hun blev holdt fanget i " Old Mayoress's Parlour".

### I dag
Caesar's Tower - som antages at være det eneste, der er tilbage af fæstningen - er nu en del af St Mary's Guildhall. Det blev genopført efter bombninger under anden verdenskrig. I stueplan er "the Treasury" og over det er "Mary Queen of Scots room".
Cathedral Lanes Shopping Centre blev opført som en del af slottet.